# إيفان ألكسندروفيتش كوزنيتسوف
إيفان ألكسندروفيتش كوزنيتسوف (24 سبتمبر 1987 في روسيا - ) هو لاعب كرة قدم روسي في مركز الدفاع. لعب مع FC Volga Ulyanovsk ‏ وFC Syzran-2003 ‏ وطوربيدو أرمافير ‏.

## وصلات خارجية
- إيفان ألكسندروفيتش كوزنيتسوف على موقع قاعدة بيانات كرة القدم.إي يو (الإنجليزية)